# Kurt Bieler
Pour les articles homonymes, voir Bieler.
Kurt Bieler, né le 20 août 1861 à Bankau (en) en province de Prusse et décédé à une date inconnue, est un agrochimiste allemand qui est conseiller étranger au Japon durant l'ère Meiji.

## Biographie
Après la fin de son premier cycle de secondaire en 1882, Bieler étudie aux universités de Koenigsberg, Halle, Munich, puis Göttingen où il obtient un doctorat en 1890. Il entre à la station expérimentale agricole de Halle en mai 1887 où il travaille sur l'agrochimie.
Embauché comme conseiller étranger par le gouvernement japonais, il arrive au Japon en octobre 1897 et enseigne l'agrochimie à l'université impériale de Tokyo. Il reste trois ans dans le pays avant de rentrer en Allemagne en octobre 1900. La suite de sa vie est inconnue.